# Svarthuvad myrtrast
Svarthuvad myrtrast (Formicarius nigricapillus) är en fågel i familjen myrtrastar inom ordningen tättingar.

## Utbredning och systematik
Svarthuvad myrtrast delas in i två underarter:
- Formicarius nigricapillus nigricapillus – förekommer i sluttningen mot Karibien i östra Costa Rica och på båda sidsluttningarna i Panama
- Formicarius nigricapillus destructus – förekommer i tropiska delar av Colombia och västra Ecuador

## Status
IUCN kategoriserar arten som livskraftig.